# TweetDeck
TweetDeck — бесплатное кроссплатформенное приложение, предназначенное для работы с социальными сетями. На данный момент является официальным клиентом Twitter.

## Возможности программы
- Многоколоночный интерфейс пользователя.
- Поддержка Twitter (через Twitter API)
- Управление использованием Twitter API с учётом ограничений количества вызовов в час.
- Поддержка ретвитов старого и нового типа.
- Управление публичными и приватными сообщениями, адресованными пользователю.
- Одновременная работа с несколькими Twitter-аккаунтами.
- Работа со списками Twitter.
- Обновление в реальном времени результатов поисковых запросов в отдельной колонке.
- Работа с сервисами коротких ссылок.
- Просмотр лент сообщений фолловеров.
- Определение местонахождения друзей.
- Синхронизация настроек на различных устройствах (необходима регистрация на сайте TweetDeck).
- Средства борьбы со спамом.
- Публикация и просмотр фотографий.
- Всплывающие и звуковые уведомления о новых сообщениях.

В настоящее время прекращена разработка версий для Adobe AIR, Android, iOS и Windows, так как они не поддерживают новую версию Twitter API. Усилия будут сосредоточены на версиях для Mac OS X, веб-приложении и расширении для Chrome